# Verwaltungsgemeinschaft Sandersleben
In der Verwaltungsgemeinschaft Sandersleben waren im sachsen-anhaltischen Landkreis Mansfelder Land die Gemeinde Wiederstedt und die Stadt Sandersleben (Anhalt) zusammengeschlossen. Verwaltungssitz war Sandersleben. Am 1. Januar 2005 wurde sie mit den Verwaltungsgemeinschaften Einetal-Vorharz und Wippra zur neuen Verwaltungsgemeinschaft Wipper-Eine zusammengeschlossen.